# 贾杜戈拉
贾杜戈拉（Jadugora），是印度贾坎德邦Purbi Singhbhum县的一个城镇。总人口19003（2001年）。

## 人口
该地2001年总人口19003人，其中男性10082人，女性8921人；0—6岁人口2294人，其中男1199人，女1095人；识字率71.65%，其中男性为79.68%，女性为62.57%。